# Kinshasa Bopeto

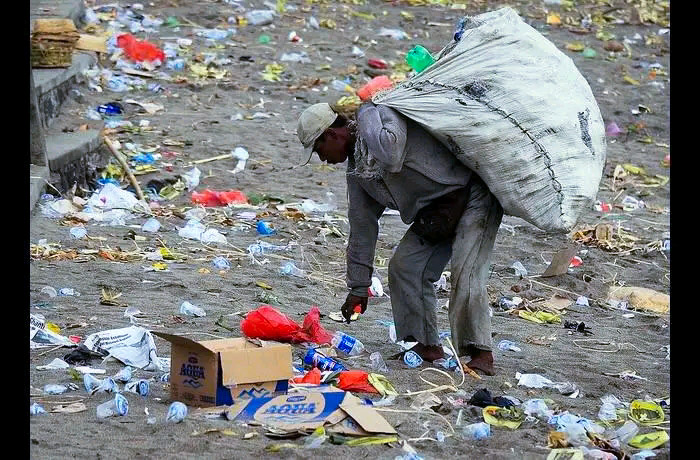
Kin Bopeto

Kinshasa Bopeto (Kin-Bopeto) est un programme d’assainissement de la ville-province de Kinshasa, capitale de la République démocratique du Congo, lancé le 19 octobre 2020 en présence du président Félix Antoine Tshisekedi. Kin Bopeto est initié par le gouverneur Gentiny Ngobila Mbaka déterminé à mettre fin à l’insalubrité dans la capitale congolaise,,,.  
Bopeto, mot lingála veut dire propre en français, ou encore ce qui n'est pas sale, qui est net, sans trace de souillure, ni de poussière, etc.  
L'objectif principal est de maintenir la propreté dans la ville en luttant contre les immondices qui jonchent les avenues et les principales artères de la capitale de la RDC et promouvoir un environnement sain pour tous les habitants de la ville de Kinshasa ,.   